# ザ・ステージ
『ザ・ステージ』は、文化放送がプロ野球シーズンオフ（10月 - 3月）に放送する単発特別番組の総称。
例年は「文化放送ライオンズナイター」もしくは「文化放送ホームランナイター」枠のオフシーズンに放送されているが、2007年のナイターオフは編成の都合上により金曜26:30 - 27:00（JSTでは土曜未明）の放送となった。

## 放送時間の遍歴
- 2005年オフ以降は下記の放送時間で放送されている。
- 2005年10月7日 - 2006年3月??日：金曜21:00 - 21:30
- 2006年11月4日 - 2007年4月1日：日曜20:00 - 20:30（10月はパ・リーグのプレーオフ、日本シリーズ中継優先のため休止。）
- 2007年10月5日 - 2008年3月28日：金曜26:30 - 27:00
- 2008年4月6日・13日・6月29日・7月6日：日曜21:00 - 21:30（これ以外の日曜は「文化放送ホームランナイター」放送枠）
- 2008年10月3日・5日・10日・12日：21:00 - 21:30
- 2008年11月16日 - 2009年4月5日：日曜21:00 - 21:30
- 2009年5月31日・9月6日：日曜21:00 - 21:30（これ以外の日曜は「文化放送ホームランナイター」放送枠）
- 2009年10月9日：金曜21:00 - 21:30
- 2011年7月10日 - 10月1日：日曜4:30 - 5:00

## 番組内容
ここ数年間は下記のようなプログラムを週替わりで放送している。
- 朗読文庫
文化放送のアナウンサーが出演して名作童話・小説を朗読するプログラム（進行役は菅野詩朗だったが、2007年オフ以降は鈴木寛子に交代している）。
- サテライトプラスLIVE!
文化放送本社1階のサテライトプラスで、毎週水曜と金曜の18:00から行われるLIVEプログラムのダイジェスト放送。
（ナイターシーズン中は「ライオンズナイタースペシャル」として放送するケースあり。なお、2007年10月以降は新番組「浜松町サウンドファクトリー」でこのプログラムは対応する）
- ドキュメンタリー企画
2006年度オフに放送していた「再チャレンジ・二つの扉」の元素材になった単発企画。
- 報道スペシャル
鈴木純子が司会進行をつとめる単発番組。

これ以外にも文化放送A&Gゾーン制作の単発特番（ユキクラスペシャルやA&Gアカデミースペシャル）や、ABCラジオ制作の特別番組（司会は芦沢誠）を放送することもある。
※2007年シーズンの放送はこれ以外に太田英明の司会進行による「最新洋楽特集」や鷲崎健をナビゲータとするトーク番組を放送している場合が多い。また、2011年シーズンは2週に1回程度「関根勤のカンコンキンラジオ」の放送に充てられている（本来は日曜21:00 - 21:30の番組であるが、7月以降はプロ野球のナイターがほぼ毎週実施され、放送枠が確保できないため）。
なお、例外として放送枠が年末にあたった場合「マイクの1年〜ニュース編〜」または「マイクの1年〜スポーツ編〜」を放送するケースもある。

## 補足
この番組の前身は「文化放送フリーステーション」という番組で、こちらもナイターオフ用のプログラムとして毎年オフ期間中に放送されていた。
またこの番組の後身としてナイターイン用の単発プログラムは「SET UP!!スペシャル」（平日・土日共通）、ナイターオフ用のプログラムは「文化放送プレミアム放送枠」がそれぞれ引き継いでいる。